# Theos Kyrios
Nota : Les psaumes cités sont numérotés selon la Septante. Pour la correspondance avec la numérotation massorétique, voir : Découpage et numérotation des psaumes.
Theos Kyrios (grec ancien : Θέος Κύριος : « Dieu est le Seigneur » ou bien : « le Seigneur est Dieu ») est un répons intervenant dans la récitation des psaumes à l'Orthros (Matines) dans les Églises d'Orient — Églises orthodoxes et Églises catholiques de rite byzantin —. Il est principalement fondé sur le psaume 117, le refrain étant composé sur les versets 27a et 26a.
Le Theos Kyrios suit la Grande Ecténie (Grande Litanie) et précède l'apolytikon (ou tropaire du jour). Il est chanté dans le ton de la semaine. Bien que dans le rituel du Typicon il soit prescrit que les versets du psaume soient chantés par le canonarque debout au centre de la nef, dans la pratique byzantine, ils sont entonnés par le chantre (ou protopsaltes). Dans la pratique slave ordinaire, ils sont chantés par le diacre debout devant l'icône du Christ ; lorsqu'il n'y a pas de diacre, ils sont chantés par le prêtre. 

## Texte
Texte du Theos Kyrios dit à l'Orthros :
Canonarque [dans le ton du tropaire qui précède] :  Dieu est le Seigneur et s'est révélé à nous. Bénie soit sa venue au nom du Seigneur.

Canonarque (verset 1) : Louons l'Éternel car il est bon, car sa miséricorde dure toujours ! (Ps. 117:1 ; rite grec ; Ps. 104:1 : Louez le Seigneur, invoquez son nom !)

Chœur : Dieu est le Seigneur et s'est révélé à nous. Bénie soit sa venue au nom du Seigneur.

Canonarque (verset 2) : Toutes les nations m'environnaient, m'enveloppaient : Au nom de l'Éternel, je les taille en pièces (Ps. 117:10-11).

Chœur : Dieu est le Seigneur et s'est révélé à nous. Bénie soit sa venue au nom du Seigneur.

Canonarque (verset 3) : Je ne mourrai pas, je vivrai et je raconterai les œuvres de l'Éternel (Ps. 117:17).

Chœur : Dieu est le Seigneur et s'est révélé à nous. Bénie soit sa venue au nom du Seigneur.

Canonarque (verset 4) : La pierre qu'ont rejetée ceux qui bâtissaient est devenue la principale pierre de l'angle. C'est de l'Éternel que cela est venu : c'est un prodige à nos yeux (Ps. 117:22).

Chœur : Dieu est le Seigneur et s'est révélé à nous. Bénie soit sa venue au nom du Seigneur.
Puis l'on chante le tropaire du jour et le Theotokion correspondant.

## Substitutions

### Jours de semaine de carême
Les jours de semaine du Grand Carême, le Theos Kyrios est remplacé par l'Alléluia. Dans certaines Églises, cette substitution est aussi effectuée les jours de semaine des périodes de jeûne mineures (jeûne de la Nativité, jeûne de la Dormition, jeûne des apôtres). Elle est néanmoins toujours de rigueur lorsque le rituel du Grand Carême s'applique. Ces jours sont appelés jours avec Alléluia ; ces jours là, il n'y a pas de service du diacre et c'est le prêtre qui chante les versets.
Le rituel de l'Alléluia de carême est le suivant :
Canonarque [dans le ton du jour] (verset 1) : Dans la nuit, mon esprit attendait Ton aube, ô Dieu, car tes Commandements sont la lumière de la terre.

Chœur : Alléluia, alléluia, alléluia.

Canonarque (verset 2) : Apprenez la droiture, vous qui habitez sur la terre.

Chœur : Alléluia, alléluia, alléluia.

Canonarque (verset 3) : Le zèle doit se saisir de tout un peuple sans instruction.

Chœur : Alléluia, alléluia, alléluia.

Canonarque (verset 3) : Ajouter des maux, Seigneur, ajouter des maux aux glorieux sur la terre.

Chœur : Alléluia, alléluia, alléluia.
Puis l'on chante le Triadikon (hymne à la Trinité), dont le texte change selon le ton de la semaine et dont la fin change avec le jour de la semaine.

### Samedis des morts
Un Alléluia particulier est chanté lors des diverses fêtes commémorant les morts au cours de l'année. La plupart d'entre elles tombent le samedi lors du Grand Carême, mais il y en a plusieurs autres au cours de l'année. Cet Alléluia est toujours chanté dans le ton huit (dans l'usage grec : quatrième ton plagal), quoiqu'il puisse être aussi chanté sur une mélodie funéraire spéciale.
Canonarque [Alléluia en ton huit] (verset 1) : Heureux ceux que Tu a pris à Toi, ô Seigneur.

Chœur : Alléluia, alléluia, alléluia.

Canonarque (verset 2) : Leur souvenir demeurera de génération en génération.

Chœur : Alléluia, alléluia, alléluia.

Canonarque (verset 3) : Leurs âmes seront dans la félicité.

Chœur : Alléluia, alléluia, alléluia.
Puis l'on chante le tropaire du jour :
Ô Toi qui par la profondeur de Ta sagesse a donné Ton amour à l'Homme et l'a pourvu de Tes bienfaits ; 

Ô seul Créateur, accorde le repos Ô Seigneur, aux âmes de Tes serviteurs ; 

car en Toi ils ont placé leur espérance, Seigneur notre Créateur et Dieu. 

Gloire au Père et au Fils et au Saint-Esprit, aujourd'hui, à jamais et dans les siècles des siècles.

Theotokion : En Toi, nous avons un rempart et une ambassadrice auprès de Dieu que tu as porté.

Ô Theotokos sans tache et recours des croyants.
Le même rituel est suivi lors de la Panikhide (service de requiem).